# Borner See
Der Borner See ist ein 5,4 ha großer deutscher See, welcher sich im Ortsteil Born der Gemeinde Brüggen im Bundesland Nordrhein-Westfalen befindet.

## Geschichte
Der See entstand zwischen dem 16. und 18. Jahrhundert infolge des dortigen Torfabbaus, verschwand jedoch wieder durch die Anspülung organischen Materials durch den Kranenbach. Von 1975 bis 1976 wurde er als Wasserrückhaltebecken wiederhergestellt. Seitdem ist er ein wichtiger Naherholungsraum der Region.

## Naturschutz
Das Südufer darf aufgrund der dort vorkommenden Vögel nicht betreten werden. Der gesamte See ist Teil des Naturschutzgebietes Tantelbruch.